# Pierre-Yves Corthals

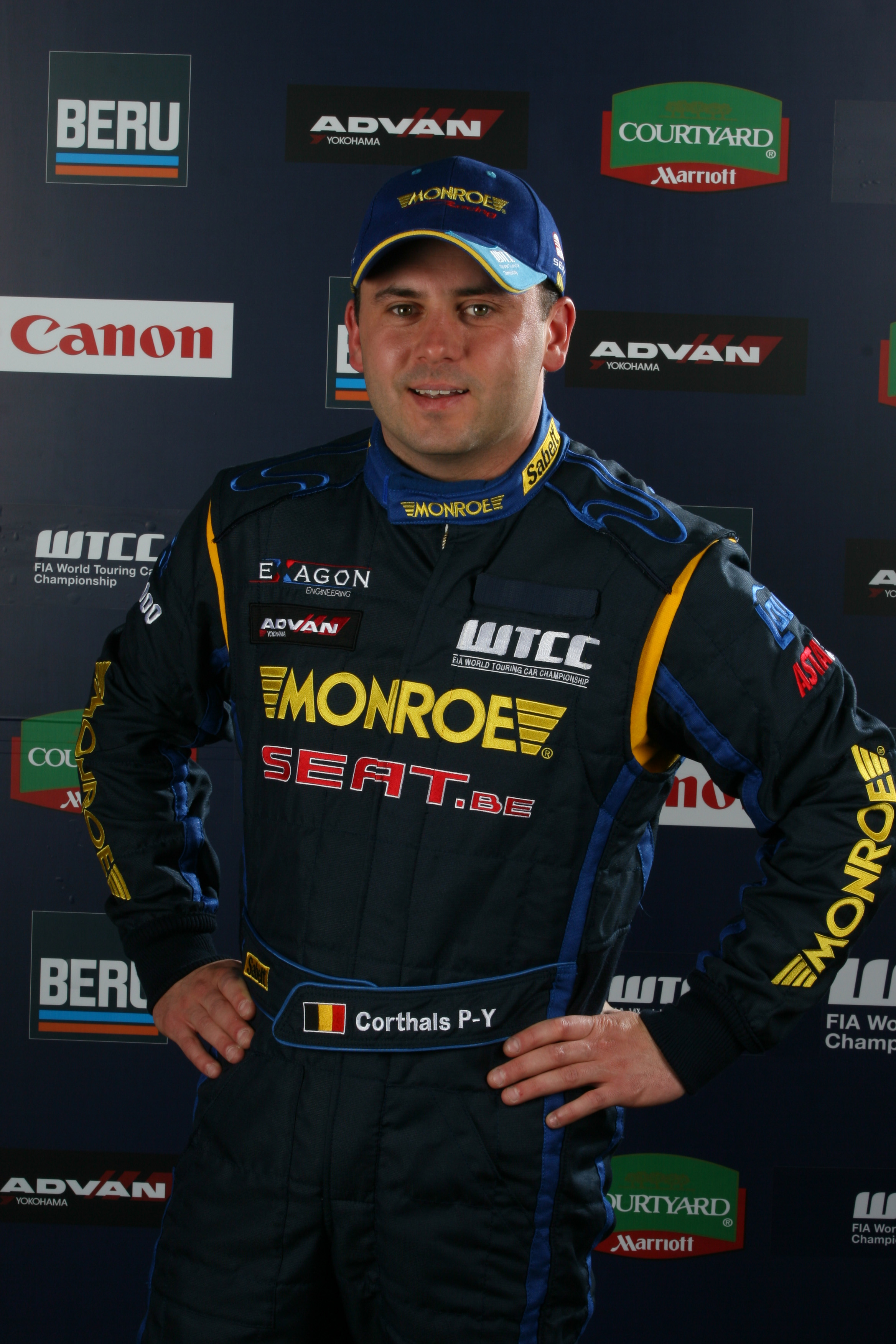
Pierre-Yves Corthals

Pierre-Yves Corthals (Luik, 23 oktober 1975) is een Belgisch autocoureur.

## Carrière
Nadat hij had deelgenomen in karting, begon Corthals met racen in de Belgische Renault Clio Cup in 1994, die hij driemaal won tussen 1995 en 1997, en opnieuw won in 2000 en 2004. De Internationale Renault Clio Cup won hij in 2001, voor Alessandro Balzan en Jeroen Bleekemolen.
In 2001 nam hij deel aan twee ronden van het ETCC, een voor BMW Team RBM op Donington Park en een voor Carly Motorsport op Spa-Francorchamps. Op Donington Park finishte hij als zesde.
Corthals begon in 2006 met zijn deelname in het WTCC voor het team JAS Motorsport in een Honda Accord om als zevende te finishen in het independentskampioenschap.
In 2007 ging hij naar Exagon Engineering om in een Seat Leon te gaan rijden. Hij finishte nu als derde in het independentskampioenschap. In 2008 bleef hij voor Exagon rijden en finishte als vierde in het independentskampioenschap. In 2009 keerde hij niet terug, in plaats hiervan nam hij deel aan het BTCS.
Corthals neemt regelmatig deel aan de 24 uur van Spa-Francorchamps.